# Альфа (Цілком таємно)

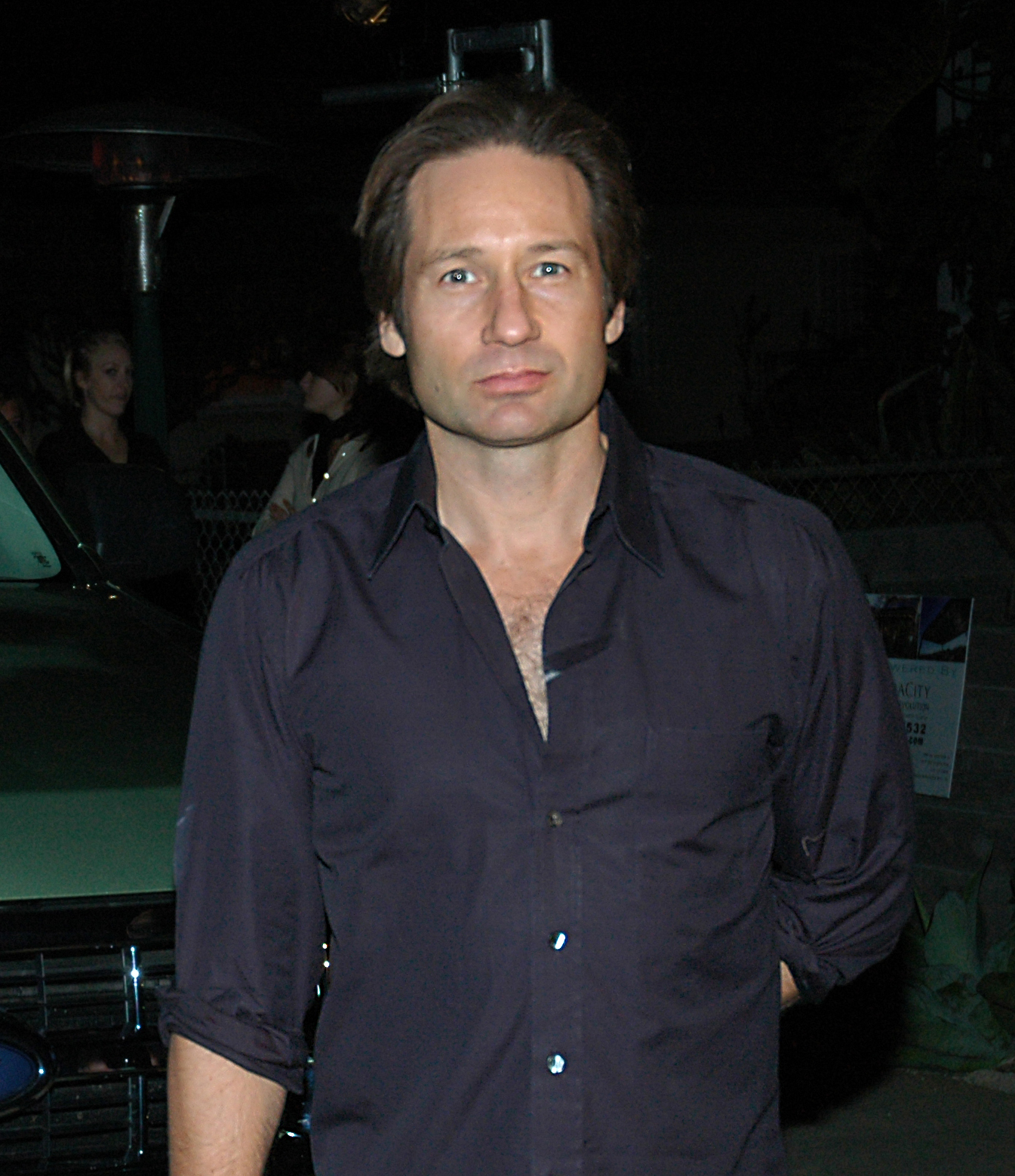

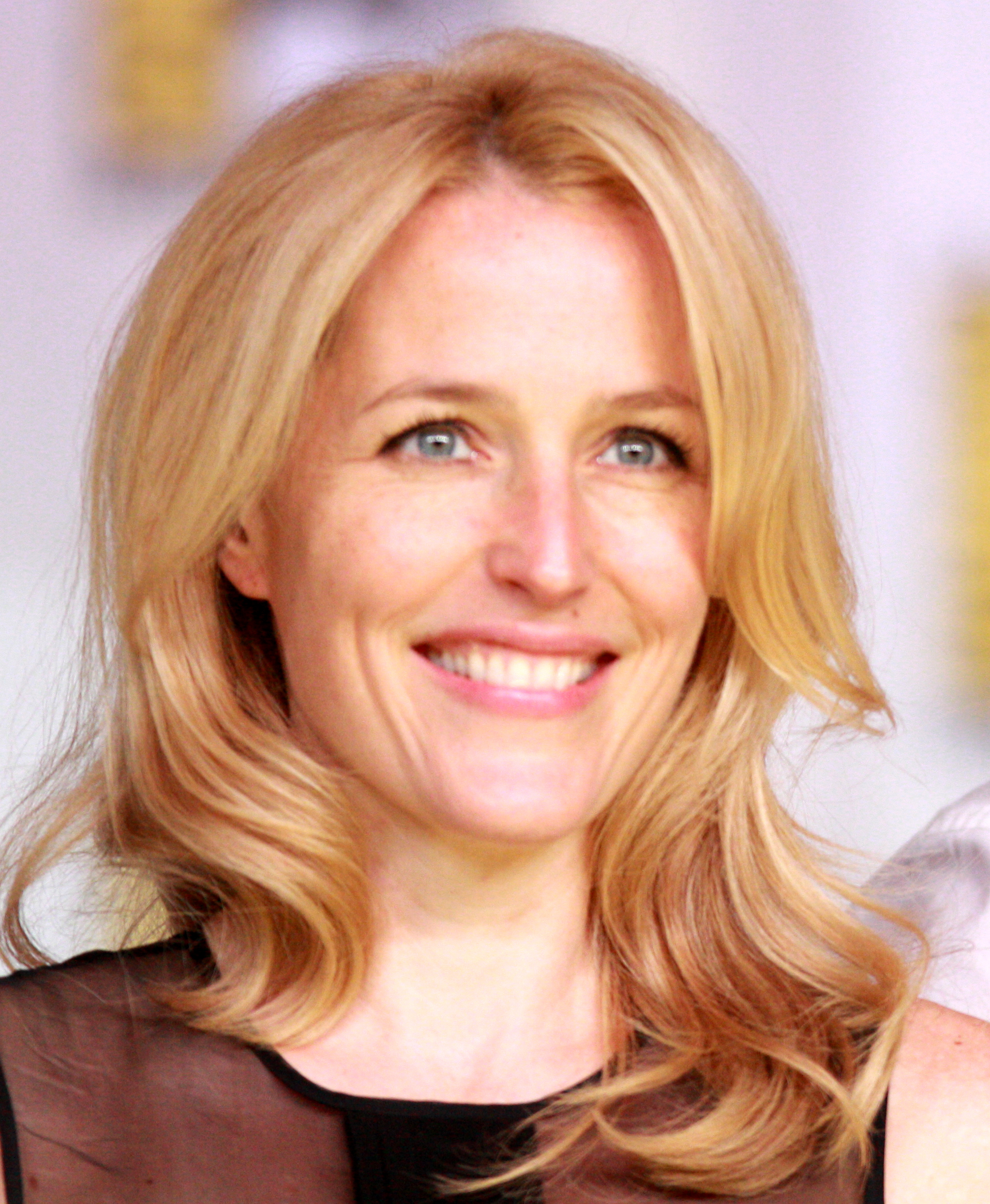

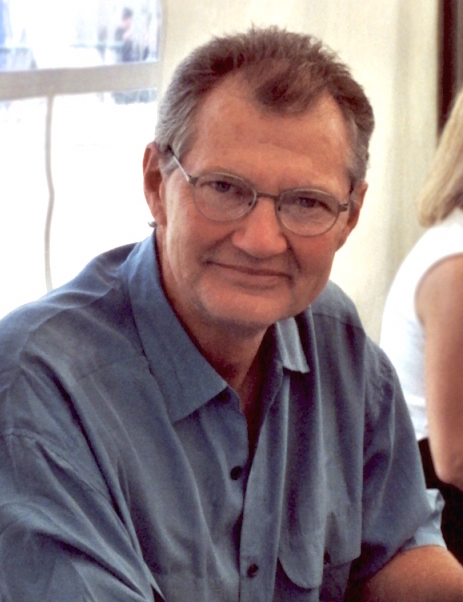

Альфа (Alpha) — 16-й епізод шостого сезону серіалу «Цілком таємно». Епізод не належить до «міфології серіалу» — це монстр тижня. Прем'єра в мережі «Фокс» відбулася 28 березня 1999 року.
У США серія отримала рейтинг домогосподарств Нільсена рівний 10.1, який означає, що в день виходу її подивилися 17.7 мільйона чоловік.
Малдер і Скаллі розслідують кілька вбивств, в яких звинувачуються азійський пес Ваншанзький Дол — вид, який вважається вимерлим. Малдер і Скаллі приєднуються до впертої особи — здавалося б, ексцентричного мисливця та відлюдного кінолога, щоб знайти пса. Однак для експерта є більше таємниць, ніж на перший погляд.

## Зміст
Істина десь поруч
На вантажному судні «Тьєн Ку» в південній частині Тихого океану двоє китайців оглядають ящик із твариною всередині. На китайців з темряви ящика дивляться палаючі очі. Тварина кидається в ящику — чим вистрашує чоловіків. Коли корабель досягає порту Лос-Анджелеса, влада знаходить двох загризених чоловіків у ящику замкненому ззовні, а тварина зникла.
Після того, як Фокс Малдер отримує повідомлення про напад від загадкової Керін Берквіст, експерта з собачої поведінки, він і Дейна Скаллі розслідують інцидент на кораблі за допомогою офіцера із Сан-Педро Джеффрі Кана. Тим часом у Беллфлавері чоловік чує, як його собака Джоджо гавкає на задньому дворі, і пускає його в будинок. Він чує на своєму подвір'ї ще одного собаку і проганяє його. Повернувшись до будинку, він виявляє Джоджо мертвим, на нього нападає таємнича собака, у якої світяться червоні очі.
Малдер і Скаллі прибувають до порту та розмовляють з власником пса доктором Єном Детвейлером, криптозоологом. Детвейлер каже, що собака — це Ваншанзький Дол, вид, який вважається вимерлим 150 років тому. Обидва агенти незабаром отримують повідомлення про інший напад в Беллфлавері. Після розслідування Малдер вважає, що Дол має майже людський інтелект. Малдер і Скаллі відвідують Керін Берквісті, в будинку вони бачать плакат «Я хочу вірити». Берквіст каже їм, що порода, яку вони шукають, вимерла. Тим часом ловець собак переслідує бездомного пса через склад. Коли чоловік заходить у будівлю, пес перетворюється на вбивчого Дола й нападає на ловця. Незабаром на місце події приїжджають Малдер і Скаллі, а за ними і Берквіст. Вона знаходить відбиток лапи з п'ятьма пальцями — на один більше, ніж звичайні сліди. Детвейлер вилякує офіцера Кана й повідомляє про наслідки у разі смерті собаки. Скаллі починає ставити під сумнів мотиви Берквіст, зазначаючи, що саме вона стала причиною, чому Малдер вирішив розглянути це розслідування.
Пізніше тієї ночі Детвейлер приїжджає до ветеринарного кабінету, щоб отримати транквілізатори для пса. Собака ветеринара гавкає на Детвейлера. Ветеринар йде зачиняти примішення — коли пси починають валувати. Ветеринар піддається нападу Дола, але лікар замикає кімнату, перш ніж пес зможе завдати шкоди. Виловлювачі собак прибувають і відкривають вогонь не по тому собаці. Поки ветеринар намагається оперувати пораненого пса, прибувають агенти. Скаллі заходить в будівлю і чує крик у задній кімнаті. Вона виявляє, що на ветеринара напали і у нього погризене горло. Після того, як Скаллі йде, поранена тварина перетворюється на Дола — виявляється, що ця собака може імітувати будь-яку форму.
До Дейни приходить Берквіст і цікавиться Малдером. Фокс починає підозрювати Детвейлера, дізнавшись, що він був у ветеринарному кабінеті. Фокс вважає, що він пошився в дурні і заспокоює себе, намагаючись зупинити вбивство. Малдер просить Кана зустрітися з Детвейлером, але Джеффрі атакований і важко поранений Долом; його помістили у лікарню. Потім Малдер відвідує Берквіст і каже, що вважає — вона не була з ним чесною. Берквіст повідомляє, що вперше запідозрила Детвейлера, коли побачила його — що він став перевертнем. Вона також каже, що він спробує добити Кана. Малдер стурбовано повідомляє це Скаллі, яка залишається скептичною.
Пізніше Берквіст, замикаючи один із зовнішніх розплідників у своєму будинку, чує щось у лісі. Вона піднімається наверх і дістає пістолет старовинної системи для заспокоєння. Але коли Детвейлер у вигляді Дола заходить в спальню Берквіст, щоб напасти на неї, вона відкладає пістолет і кидає виклик долі. Перевертень нападає, вони обидва випадають з вікна. Малдер і Скаллі приїжджають й знаходять тіло Детвейлера, нахромленого на стоян колючого дроту та поруч мертву Берквіст. Повернувшись до офісу, Малдер отримує пакет від Берквіст; це її плакат «Я хочу вірити», який замінив той, котрий Фокс втратив у пожежі та востаннє бачив на стіні її домашнього офісу.

## Зйомки
Епізод був написаний Джеффрі Беллом, який побачив свого часу зграю диких собак. Він пояснив: «Ніхто не має влади над дикими собаками, але ці собаки якимось чином виживають». Незабаром після цього Белл передав ідею про «страшних собак у місті» письменницькій групі «Цілком таємно», і вона була обрана для виробництва. Спочатку історія мала стати «парафразом» фільму «Неймовірна подорож» 1963 року, в якому брала участь «відчайдушна сім'я, яка рухається за три тисячі миль, щоб уникнути свого домашнього пса-вбивцю — який чекає їх у новому будинку, справді злий». Потім історія переросла в іншу — коли дитина розгнівалася через собак у місцевому притулку для тварин. Белл відмовився від обидвох ідей, оскільки їм бракувало «справді крутих зображень».
Відкинувши дві чернетки, Белл звернувся за допомогою до продюсера Френка Спотніца. Спотніц припустив, що головним антагоністом може бути собака, яка втікає з корабля і продовжує вбивства. Спотніц також запропонував Малдеру та Берквіст розвинути «квазіроман» до того, як її вб'ють в кінці епізоду. Белл почав писати сценарій 2 січня 1999 року, лише за 3 тижні до початку попереднього виробництва.
Десятки дресированих собак пройшли перегляд, щоб зіграти роль Ваншанзького Дола — у виконавчого продюсера процесу Майкла Воткінса, цей момент згодом назвали «кошмаром». Зрештою, виробники відібрали три гібриди вовка-маламута. Режисер кастингу Рік Міллікан зазначив, що прослуховував «багато-багато жінок» на роль Карін Берквіст. Згодом для ролі була вибрана Мелінда Кулеа, дружина Пітера Маркла, яка збігом обставин на той час керувала зйомками епізоду. Незважаючи на те, що Кулеу обрали, оскільки вона була пов'язана з Марклом, більшість акторського складу та команди вважали її роботу чудовою. Два кантонські китайці — іммігранти-актори — були вибрані зіграти ролі Ву та І, моряків, яких на початку епізоду вбив Ваншанзький Дол.
Через те, що знімальна група працювала з обмеженим бюджетом, кадри китайського вантажного судна майже повністю створювались за допомогою цифрових технологій. Для початкової сцени матовий малюнок вантажного судна — за абрисами іграшкової моделі — був накладений на плівку порожньої ділянки океану. Кілька сцен із зображенням корабля в порту були створені шляхом зйомок порожньої гавані, а потім накладання корабля в постпродукції. Для сцен нападів керівник гримувальних спецефектів Джон Вуліч створив фальшиве латексне горло, яке Ваншанзький Дол може вигризти.

## Показ і відгуки
Прем'єра епізоду відбулася на каналі «Fox network» 28 березня 1999 року. Епізод отримав рейтинг Нільсена 10,1 з часткою 15, що означає — приблизно 10,1 % всіх домогосподарств, обладнаних телевізором, і 15 % домогосподарств, які дивляться телебачення, були налаштовані на епізод. Його переглянули 17,7 мільйона глядачів. Серія була показана у Великій Британії і Ірландії по «Sky One» 20 червня 1999 року. Її переглянуло 1,02 мільйона глядачів, що зробило «Альфу» найпопулярнішим епізодом того тижня.
Критичний прийом до епізоду був переважно негативним. Зак Гендлен з «The A.V. Club» присвоїв епізоду оцінку 3 і назвав його «заплутаним, холодним телевізійним сюжетом, з якого ніколи насправді не знаєш, яку історію він намагається розповісти». Він зазначив, що, хоча епізод побудований навколо виразно «старої структури», яка переходить до попередніх сезонів серіалу, сюжет стає швидко передбачуваним. Однак, врешті-решт, він дійшов висновку, що епізод підіпсований його передісторією, яка «була б чудовою, навіть якби вона вийшла в ефір ще у 1993 році». Однак він зробив комплімент персонажу Карін Берквіст, але хотів би, щоб цей епізод більше зосереджувався на стосунках між нею та Малдером. Роберт Шірман та Ларс Пірсон у своїй книзі «Хочемо вірити: критичний посібник з Цілком таємно, Мілленіуму та Самотніх стрільців» оцінили епізод 1 зіркою із п'яти та зазначили, що «якими б хорошими не були ефекти, існує мала кількість випадків, коли собака з блискучими червоними очима стрибає на людину, і це може бути цікаво». Вони також критикували романтичний зв'язок між Малдером та Керін Берквіст, називаючи підсюжет «спробою прищепити трохи емоцій у цю повторювану та формулістичну казку, яка повністю провалюється».
Пола Вітаріс з «Cinefantastique» надала епізоду негативний відгук і відзначила його 1.5 зіркою з чотирьох. Вітаріс назвала серію «епізодом безглуздого монстра тижня» і зазначила, що Девід Духовни та Джилліан Андерсон мали «дуже мало енергії». Крім того, вона зазначила, що декілька другорядних персонажів були введені в сюжет «щоб бути вбитими, не більше того». Сіріака Ламар з «io9» саркастично позначила Дола як «Сенбернара» і назвала епізод одним з «10 найсмішніших монстрів із Цілком таємно».
Однак не всі відгуки були негативними. Том Кессеніч у своїй книзі «Експертиза: несанкціонований погляд на сезони 6–9 Цілком таємно» дав епізоду більш позитивний відгук, написавши: «Можливо, я один відчуваю історію кохання, яку я виявив в основі „Альфа“. Але воно простягнуло руку і схопило мене, і я виявив, що це зворушливо, цікаво й гідно аналізу».

## Знімалися
| Актор             | Роль           |
| ----------------- | -------------- |
| Девід Духовни     | Фокс Малдер    |
| Джилліан Андерсон | Дейна Скаллі   |
| Ендрю Робінсон    | Ян Детвейлер   |
| Мелінда Кулеа     | Керін Берквіст |
| Томас Ф. Даффі    | Джефрі Кан     |
| Джеймс М. Коннор  | Джейк Коннор   |
| Майкл Ментелл     | Джеймс Рілі    |